# Jorge Castro-Valle Kuehne
Jorge Castro-Valle Kuehne (Ciudad de México, 29 de junio de 1953) es un jurista y diplomático mexicano, actual embajador de México en Noruega. Anteriormente  se desempeñó como embajador ante los gobiernos de Suiza y el Principado de Liechtenstein. Pertenece al servicio exterior mexicano desde 1973. Fue ascendido a embajador en el año de 1994. Ha representado a México ante los gobiernos de Alemania, Suecia, Letonia y Lituania. También ha servido en las embajadas del Reino Unido de la Gran Bretaña, Canadá, Estados Unidos de América, Austria y en la ex-Alemania Oriental.